# Yimakan
Le Yimakan est une tradition orale du peuple Hezhen, inscrite depuis 2011 sur la liste du patrimoine immatériel nécessitant une sauvegarde urgente de l’UNESCO. Son étude constitue entre 2003 et 2013 un axe prépondérant de recherche ethnologique sur les Hezhen. 
Le yimakan peut prendre la forme de chants en vers ou en prose, entrecoupés de parties parlées en nanai, la langue des Hezhen. Comme ils n’ont pas de système d’écriture, ce type de chants leur permet de protéger leur langue, mais aussi leur histoire et leur mode de vie traditionnel : ainsi, le yimakan peut aborder les sujets des batailles et alliances entre peuples, mais aussi les rites chamaniques ou les techniques de pêche et de chasse. 
Le nombre de conteurs de yimakan (Yimakanqi mafa) a drastiquement diminué, passant d’une vingtaine dans les années 1980 à cinq en 2011, ce qui motive son inscription par l’UNESCO comme « nécessitant une sauvegarde urgente ». 